# Cantó de Barrema
El cantó de Barrema és un cantó francès del departament dels Alps de l'Alta Provença, situat al districte de Dinha. Té 2 municipis i el cap és Barrema.

## Municipis
- Barrema
- Blieus
- Chaudon e Noranta
- Clumanc
- Sant Jaume
- Sant Lionç
- Seneç
- Tartona

## Història
| Data d'elecció                           | Identitat          | Partit                    | Qualitat |
| ---------------------------------------- | ------------------ | ------------------------- | -------- |
| 1961-1973                                | M. Nègre           | Divers droite             |          |
| 1973-1979                                | Joseph Girard      | PS                        |          |
| 1979-1992                                | Serge Dho          | PCF                       |          |
| 1992-                                    | Jean Marie Gibelin | Divers droite, després PR |          |
| les dades anteriors no són pas conegudes |                    |                           |          |
|                                          |                    |                           |          |

| 1962  | 1968  | 1975 | 1982  | 1990  | 1999  | 2006  |
| ----- | ----- | ---- | ----- | ----- | ----- | ----- |
| 1.091 | 1.183 | 979  | 1.004 | 1.110 | 1.119 | 1.295 |